# Schloss Mühlenburg

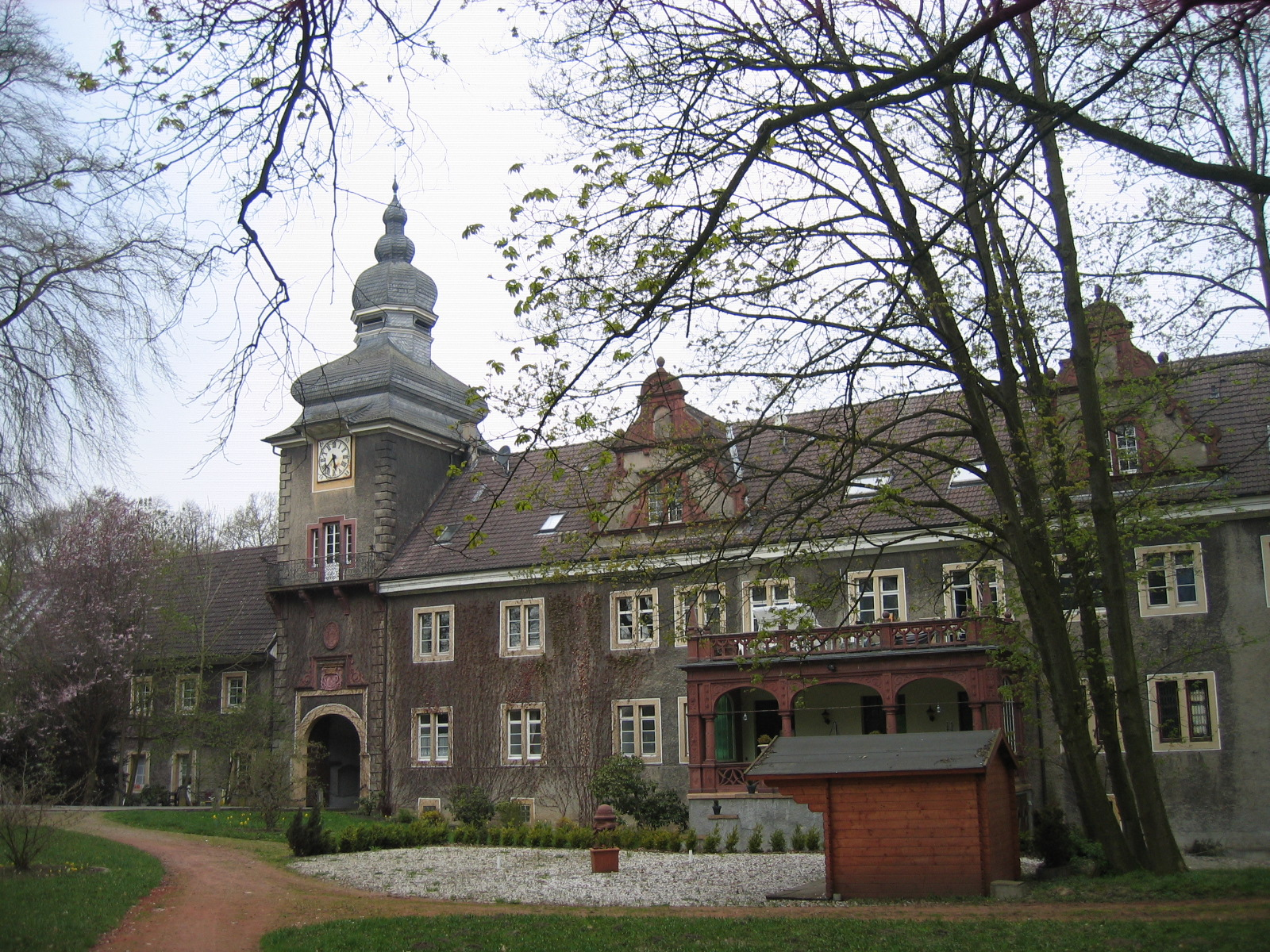
Schloss Mühlenburg

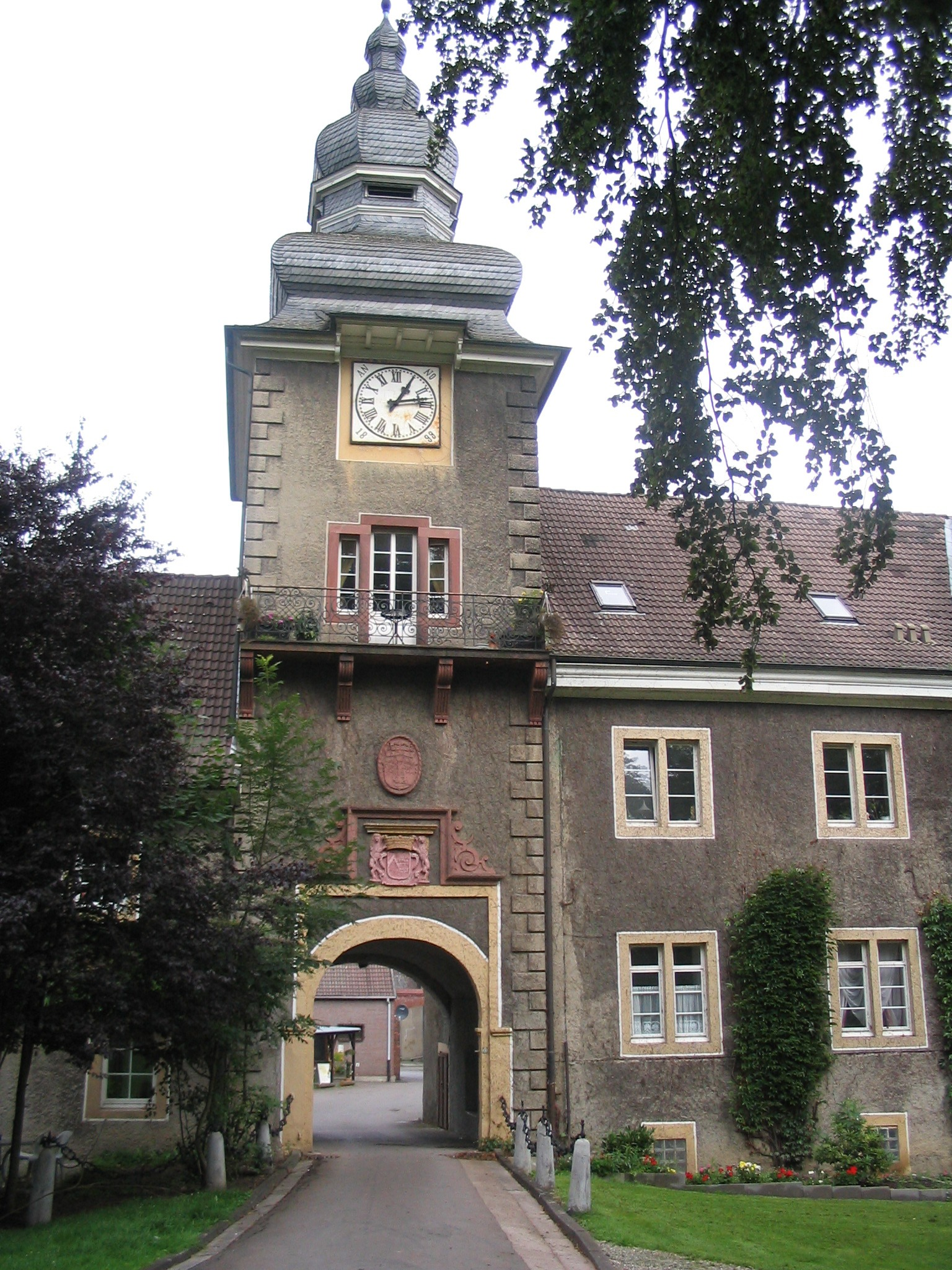
Torturm des Schlosses Mühlenburg

Das Schloss Mühlenburg ist ein Schloss in Spenge, (Regierungsbezirk Detmold, Nordrhein-Westfalen). Das denkmalgeschützte Bauwerk wurde im Stil des Historismus erbaut und enthält zudem Elemente der Renaissance und des Barocks. Es wurde urkundlich erstmals 1468 erwähnt, als Heinrich Ledebur dieses Gut und das unmittelbar benachbarte Haus Werburg an seine Söhne übergab. Damals war das Schloss von einem Wassergraben umgeben. Die Familie Ledebur verkaufte das Gut im Jahr 1858. Seit dem 19. Jahrhundert wechselte die Mühlenburg häufig ihre Besitzer. 1858 verfüllte man die Gräben des Wasserschlosses.

## Schlossanlage
Das Schloss ist in Grau verputzt, mit rot-braunen Verzierungen an der Frontseite. Der Mittelturm des Schlosses ist wie ein Tor aufgebaut. Durch die Tordurchfahrt gelangt man in den Innenhof, in dem ein von Anbeginn des Baus existierender Brunnen steht. Zur Anlage zählt ferner der Schlosspark mit einem Teich, der vom Spenger Mühlenbach gespeist wird, sowie ein älterer Baumbestand.
Das Schloss dient seit 1985 als Gaststätte und Café. In den Räumlichkeiten des Schlosses ist ferner eine Diskothek und eine Kegelbahn untergebracht.

## Märkte und Festivals
An der Mühlenburg finden verschiedene Märkte und Festivals statt:
- Mittelaltermarkt[3]
- Mittelaltermusikfestival
- Weihnachtsmarkt[4] sowie Adventsausstellungen[5]